# Sécurité et maintenance

Logo du centre de sécurité Windows dans Windows Vista

Le panneau « Sécurité et maintenance » (anciennement le centre de maintenance et le centre de sécurité Windows) est un composant inclus depuis le système d'exploitation Windows XP de Microsoft (à partir du Service Pack 2). Il est aussi présent dans Microsoft Windows Vista, 7, 8 et 10. Il indique et permet de changer les fonctions de sécurité. Il sert aussi de moniteur pour la sécurité et informe par une bulle de notification s'il y a un problème.
Il est composé de trois composants : une interface, un service Windows et un module pour le panneau de configuration qui est contrôlé par le Windows Management Instrumentation.
Le panneau de contrôle est divisé en plusieurs catégories pour qui possèdent une couleur différente selon le statut (vert, jaune et rouge). Lorsqu'il est vert, cela indique que toutes les fonctions sont en bon paramétrage. Quand, il est jaune, cela indique que le système peut courir un risque et lorsqu'il est rouge indique qu'il y a un gros problème de sécurité sur l'ordinateur.
L'état de la machine est déterminé par un processus dans les Services Windows. Celui-ci est appelé « Centre de sécurité » ou « wscsvc » et celui-ci démarre automatiquement quand Windows est chargé et prend la responsabilité de surveiller le système pour pouvoir déterminer le niveau du problème et alerter l'utilisateur en affichant une bulle de notification.
Les paramètres sont accessibles par le Windows Management Instrumentation.

## Historique des versions

### Windows XP SP2
Microsoft a appris des discussions avec ses clients qu'il y avait confusion quant à savoir si les utilisateurs prennent des mesures appropriées pour protéger leurs systèmes, ou si les mesures qu'ils prennent étaient efficaces. De cette recherche, Microsoft a pris la décision d'inclure un panneau de commande visible avec Windows XP Service Pack 2 qui fournirait une vue consolidée des caractéristiques de sécurité les plus importantes. Le Service Pack 2, sorti en Août 2004, comprend la première version du Centre de sécurité Windows (WSC pour Windows Security Center en anglais). Cette version surveille : Windows Update, le pare-feu Windows et la disponibilité d'un logiciel antivirus.
Les fournisseurs tiers de pare-feu personnel et des logiciels anti-virus ont été encouragés à utiliser l'API WSC pour enregistrer leurs produits auprès du système d'exploitation. 

### Windows Vista
Dans Windows Vista, WSC surveille de nouveaux critères, tels qu'un logiciel anti-espion, l'User Account Control et les paramètres de sécurité d'Internet Explorer. Il peut également afficher les logos des produits tiers qui ont été enregistrés auprès du Centre de sécurité.

### Windows 7
À partir de Windows 7, le « Centre de sécurité Windows » est remplacé par le « Centre de maintenance ». Microsoft ajoute un moniteur « Protection d’accès réseau » qui affiche l'état de l'agent NAP (Network Access Protection) à ce nouveau centre de maintenance.

### Windows 8
Dans Windows 8, Action Center surveille dix nouveaux éléments : le compte Microsoft, l'activation de Windows, SmartScreen (en), la maintenance automatique, l'état du disque, les pilotes, les applications de démarrage, HomeGroup, l'historique des fichiers et les espaces de stockage.